# کاپی (قره‌تاش)
کاپی (به ترکی استانبولی: Kapı) یک منطقهٔ مسکونی در ترکیه است که در قره‌تاش (شهر) واقع شده‌است.